# Andrew Gaze
Andrew Barry Casson Gaze (* 27. Juli 1965 in Melbourne, Victoria) ist ein ehemaliger australischer Basketballspieler. Er ist der Sohn von Lindsay Gaze, der ihn jahrelang bei den Melbourne Tigers trainierte.
Gaze ist sowohl bei Olympischen Spielen als auch bei Weltmeisterschaften der zweiterfolgreichste Korbschütze der Wettbewerbsgeschichte nach Oscar Schmidt und stellte in der NBL zahlreiche Rekorde auf.

## Karriere

### Spieler
Andrew Gaze erlernte Basketball in seiner Heimatstadt Melbourne. Er besuchte das Albert Park College.
Er begann seine Zeit als Berufsbasketballspieler im Alter von 18 Jahren in der australischen NBL bei den Melbourne Tigers, wo er auch zum NBL-Rookie des Jahres 1984 gewählt wurde und zweimal die Meisterschaft (1993 und 1997) errang. Insgesamt war er in 14 Spieljahren bester Korbschütze der NBL und wurde siebenmal zum MVP (1991, 1992, 1994, 1995, 1996, 1997, 1998) ernannt. In 22 Jahren und 612 Spielen erzielte Gaze 18.908 Punkte (im Schnitt 30,9 pro Partie). Seinen höchsten Punkteschnitt in einer NBL-Saison erreichte er 1987 (44,1 je Begegnung). Damit stellte er eine Ligabestmarke auf.
1988 ging Gaze in die USA, um an der Seton Hall University zu spielen. Er blieb sechs Monate dort, bestritt in der Saison 1988/89 38 Einsätze (13,6 Punkte/Spiel) für die Hochschulmannschaft und zog mit ins NCAA-Finale ein, dort verlor man allerdings nach Verlängerung gegen die University of Michigan. Dann nahm er an einem NBA Probetraining bei den Seattle SuperSonics teil, die ihm jedoch keinen Vertrag anboten. In der Saison 1993/94 wirkte er in sieben NBA-Spielen bei den Washington Bullets mit. Sein dritter Versuch, in der NBA Fuß zu fassen, endete mit einem NBA-Meisterschaftsring. In der von einer Spieleraussperrung verkürzten Saison 1999 spielte er für die San Antonio Spurs, erhielt jedoch nur sehr wenig Einsatzzeit und war auch nicht im Spielerkader der Texaner für die Play-offs. Insgesamt wurde er in 26 NBA-Spielen eingesetzt (19 für San Antonio, sieben für Washington).
Neben seinen kurzen USA-Versuchen spielte Gaze noch einige Saisons in Europa. 1991/92 war er in der italienischen Lega Basket Serie A für Rex Udine (30,9 Punkte/Spiel bei 26 Einsätzen) auf Korbjagd. Bei Apollon Patras aus Griechenland stand er in der Saison 1994/95 unter Vertrag.
Gaze nahm an den Olympischen Sommerspielen 1984, 1988, 1992, 1996 und 2000 teil. Er war von 1994 bis 2000 Kapitän der australischen Nationalmannschaft und wurde 1990, 1994, 1995, 1996, 1998 und 2000 als australischer Basketballnationalspieler des Jahres ausgezeichnet. Dieser Preis erhielt in Anlehnung an Lindsay und Andrew Gaze den Namen Gaze Medal.
Bei den Olympischen Spielen 2000 in Sydney war er der Fahnenträger für Australien bei der Eröffnungszeremonie. Nach den Spielen von 2000 trat Gaze von der australischen Basketballnationalmannschaft zurück, setzte seine Karriere in der NBL noch bis 2005 fort. Am 12. Mai 2005 erklärt Gaze nach 20 Jahren Profibasketball seinen Rücktritt. Er wurde in die Ruhmeshallen des Weltverbandes FIBA, des australischen Basketballverbandes und des australischen Sports aufgenommen.

### Trainer
Gaze war Trainer in der Jugendabteilung der Melbourne Tigers und betreute 2016/17 auch die Herrenmannschaft des Vereins in der Spielklasse South East Australian Basketball League (SEABL). 2016 wurde Gaze zusätzlich Cheftrainer der Sydney Kings in der National Basketball League und blieb bis 2019 im Amt.

### Sonstiges
Gaze ist in den Medien tätig und kommentiert zum Beispiel Basketballspiele im australischen Fernsehen. Als Unternehmer wurde er im Geschäftsbereich Sportartikel tätig.